# Konstantin Rodionow
Konstantin Konstantinowicz Rodionow (ros. Константи́н Константи́нович Родио́нов; ur. 11 października?/24 października 1901 w Biełoziersku, zm. 2 stycznia 1981 w Moskwie) – radziecki kontradmirał,  wywiadowca i dyplomata.

## Życiorys
Od 1919 służył w Marynarce Wojennej RFSRR/ZSRR, w latach 1929–1931 był kierownikiem kursu w Wojskowo-Morskiej Szkole Inżynieryjnej im. Dzierżyńskiego, od 1932 w WKP(b). Od listopada 1934 do czerwca 1936 pracownik Sztabu Floty Bałtyckiej, od czerwca do listopada 1936 wykładowca Szkoły Wojskowo-Morskiej im. Frunzego, od listopada 1936 do września 1943 attaché wojskowo-morski przy Ambasadzie ZSRR w Turcji, równocześnie od września 1939 do stycznia 1941 attaché wojskowo-morski przy Ambasadzie ZSRR w Grecji. Od grudnia 1943 do listopada 1945 zastępca szefa Zarządu Wywiadowczego Głównego Sztabu Morskiego w stopniu kapitana I rangi, a od 5 sierpnia 1944 kontradmirała, od kwietnia do grudnia 1945 p.o. szefa tego Zarządu, od 11 grudnia 1945 do 5 września 1947 ambasador nadzwyczajny i pełnomocny ZSRR w Grecji, od 30 maja 1947 I zastępca przewodniczącego Komitetu Informacji przy Ministerstwie Spraw Zagranicznych ZSRR i równocześnie szef Służby Dezinformacji Komitetu Informacji przy MSZ ZSRR. Od 13 marca 1950 do 22 grudnia 1956 ambasador nadzwyczajny i pełnomocny ZSRR w Szwecji, od stycznia 1957 do stycznia 1958 kierownik Wydziału Państw Skandynawskich MSZ ZSRR, w latach 1958–1965 ekspert-konsultant Wydziału Prawa MSZ ZSRR.

## Odznaczenia
- Order Lenina (1945)
- Order Czerwonego Sztandaru (dwukrotnie – 1942 i 1944)
- Order Nachimowa II klasy (1945)
- Order Czerwonej Gwiazdy (1944)